# Президент на СССР
Президент на СССР е длъжност, заемана от държавния глава на СССР, създадена на 15 март 1990 г. от Конгреса на народните депутати. Решението е внесено за гласуване в съответствие с поправките на Конституцията на СССР.
Дотогава се смята, че Съветският съюз има колективен държавен глава, която длъжност е изпълнявана от Президиума на Върховния съвет на СССР. На Запад съветският председател на Президиума на Върховния съвет на СССР (като Леонид Брежнев) често неофициално и погрешно е наричан „президент“.
Длъжността президент на СССР е въведена след опитите на разпадащия се Съюз на съветските социалистически републики да се реформира и демократизира, като прекратява съществуването си заедно със Съветския съюз на 25 декември 1991 г.
Първият и единствен президент на СССР е Михаил Горбачов, а негов вицепрезидент е Генадий Янаев.